# Рудрасена II (Вакатака)
Рудрасена II (д/н — 385/390) — магараджа Праварапури в 380/385—385/390 роках.

## Життєпис
Походив з династії Вакатака. Син магараджи Прітвісени I. Замолоду одружився з Прабхаватігуптою, донькою магараджахіраджи Чандрагупти II. Зазнав культурного впливу імперії Гуптів. Спадкував владу у 380 / 385 роках.
Панував 5 років. Почалися зміни в релігійному житті. На відміну від своїх попередників, які всі були побожними шиваїстами, Рудрасена II став поборником вайшнавізму. Помер 385/390 року. Йому спадкував малолітній син Дівакарасена при регентстві матері.